# Masturus lanceolatus
Cá mặt trăng đuôi nhọn (tên khoa học Masturus lanceolatus) là một loài mola được tìm thấy trên toàn cầu ở vùng biển nhiệt đới và ôn đới. Nó có bề ngoài tương tự như cá thái dương đại dương (Mola mola), nhưng có thể được phân biệt bằng hình chiếu trên xương đòn của nó (đuôi giả). Các tên phổ biến khác bao gồm cá thái dương vây nhọn, cá thái dương đuôi nhọn và cá thân.

## Đặc điểm nhận dạng:
Cá hình bầu dục, rất dẹp bên. Miệng rất nhỏ. Vây lưng và vây hậu môn ngắn nhưng rất cao gần như đối xứng nhau. Vây ngực nhỏ, hình tròn. Vây đuôi thấp nhưng dài, bao quanh cả phía sau thân, nối liền với vây lưng và vây hậu môn, mép sau vây hình cung đều, một số tia vây ở phía giữa kéo dài tạo thành hình chóp nhọn. Răng trên hàm gắn kết với nhau thành tấm răng lớn. Mắt và khe mang nhỏ. Da thô, mỏng, không phủ vảy. Không có đường bên.

## Giá trị
Vào năm 2018 ngư dân xã Hải Dương, thị xã Hương Trà, Thừa Thiên Huế đã đánh bắt được một con cá mặt trăng, hiện con cá mặt trăng này đã được đưa về Bảo tàng thiên nhiên duyên hải miền Trung bảo quản trung bày phục vụ cho công tác nghiên cứu.